# Педро Армендаріс
Педро Армендаріс (ісп. Pedro Armendáriz, уроджений Педро Грегоріо Армендаріс Хастінгс (ісп. Pedro Gregorio Armendáriz Hastings; 9 травня 1912 — 18 червня 1963) — мексиканський актор.

## Біографія
Педро Армендаріс народився в Мехіко в родині мексиканця і американки. Коли він був ще дитиною, сім'я переїхала до Техасу, де пройшло його дитинство. Освіту Армендаріс отримав в Каліфорнійському політехнічному університеті, який закінчив за спеціальністю «інженерна справа». Після випуску повернувся до Мексики, де деякий час працював на залізниці, а також як гід і журналіст для журналу «México Real».
У кіно Армендаріс потрапив зовсім випадково, після того, як його, читає монолог з Гамлета американським туристам, зауважив режисер Мігель Сакаріас. Його кінодебют відбувся в 1935 році в Мексиці, і в подальшому Армендаріс багато знімався у себе на батьківщині, а також у Франції, Італії та Великій Британії. Актор двічі ставав лауреатом національної мексиканської премії «Аріель» за ролі у фільмах «Перлина» (1947) і «Шаль Соледад» (1952). В кінці 1940-х Армендаріс з'явився в Голлівуді, де став одним з улюблених акторів Джона Форда.
У 1954 році Армендаріс знімався у Говарда Хьюза у фільмі «Завойовник», зйомки якого проходили в штаті Юта, в безпосередній близькості від полігону, де влада США проводили випробування ядерної зброї. У підсумку в наступні роки у 91 з 220 членів групи був діагностований рак, і для 46 з них це захворювання стало причиною смерті. Подібної долі не уникнув і Армендаріс, у якого виявили рак стегна. У той час актор знімався в другому фільмі про Джеймса Бонда «З Росії з любов'ю». Коли на знімальному майданчику стало відомо про його смертельний діагноз, всі сцени за участю актора була завершені за декілька днів. Незважаючи на це, кілька фінальних сцен так і не вдалося зняти, і тоді дублером Армендаріс виступив режисер картини Теренс Янг. [1] 18 червня 1963 року народження, не в силах виносити біль, Педро Армендаріс наклав на себе руки пострілом в серце з пістолета, який він непомітно проніс із собою до лікарні. [2] [3]
Його син Педро Армендаріс мл. (1940—2011) також став актором, знявшись в 1989 році в шістнадцятому фільмі про Джеймса Бонда «Ліцензія на вбивство».

## Вибрана фільмографія
- 1943 — Марія Канделарія / María Candelaria — Лоренсо Рафаель
- 1947 — Перлина / La perla — Кіно
- 1947 — Втікач / The Fugitive — лейтенант поліції
- 1948 — Форт Апачі / Fort Apache — сержант Бофор
- 1948 — Три Хрещених Батька / 3 Godfathers — Педро «Піт» Рокафуерте
- 1949 — Ми були чужими / We Were Strangers — Армандо Арьете
- 1953 — Звір / El bruto — Педро
- 1956 — Завойовник / The Conqueror — Джамуха
- 1963 — З Росії з любов'ю / From Russia with Love — Алі Керім Бей